# 黃坤堯
黃坤堯（1950年—），香港文學學者，祖籍廣東中山。國立台灣師範大學國文學系畢業，香港中文大學哲學碩士、哲學博士，曾出任香港中文大學中國語言及文學系教授，現於香港能仁專上學院任教。
著有《舟人旅歌》、《溫庭筠》、《清懷集》、《新校索引經典釋文》、《清懷詩詞稿》、《書緣》、《經典釋文動詞異讀新探》、《沙田集》、《詩歌之審美與結構》、《音義闡微》、《清懷詞稿·和蘇樂府》、《翠微回望》、《香港詩詞論稿》、《清懷三稿》、《詩意空間》、《香港文學拼圖》。編纂《大江東去——蘇軾〈念奴嬌〉正格論集》、《劉伯端滄海樓集》、《番禺劉氏三世詩鈔》、《繡詩樓集》。譯作有《古文觀止》（新視野中華經典文庫）。